# Gunung Mugajah
Gunung Mugajah är ett berg i Indonesien.   Det ligger i provinsen Aceh, i den västra delen av landet, 1 600 km nordväst om huvudstaden Jakarta. Toppen på Gunung Mugajah är 2 055 meter över havet. Gunung Mugajah ingår i Van Daalen Mountains.
Terrängen runt Gunung Mugajah är bergig åt sydväst, men åt nordost är den kuperad.  Trakten runt Gunung Mugajah är nära nog obefolkad, med mindre än två invånare per kvadratkilometer. I omgivningarna runt Gunung Mugajah växer i huvudsak städsegrön lövskog.